# Michael Hochwart

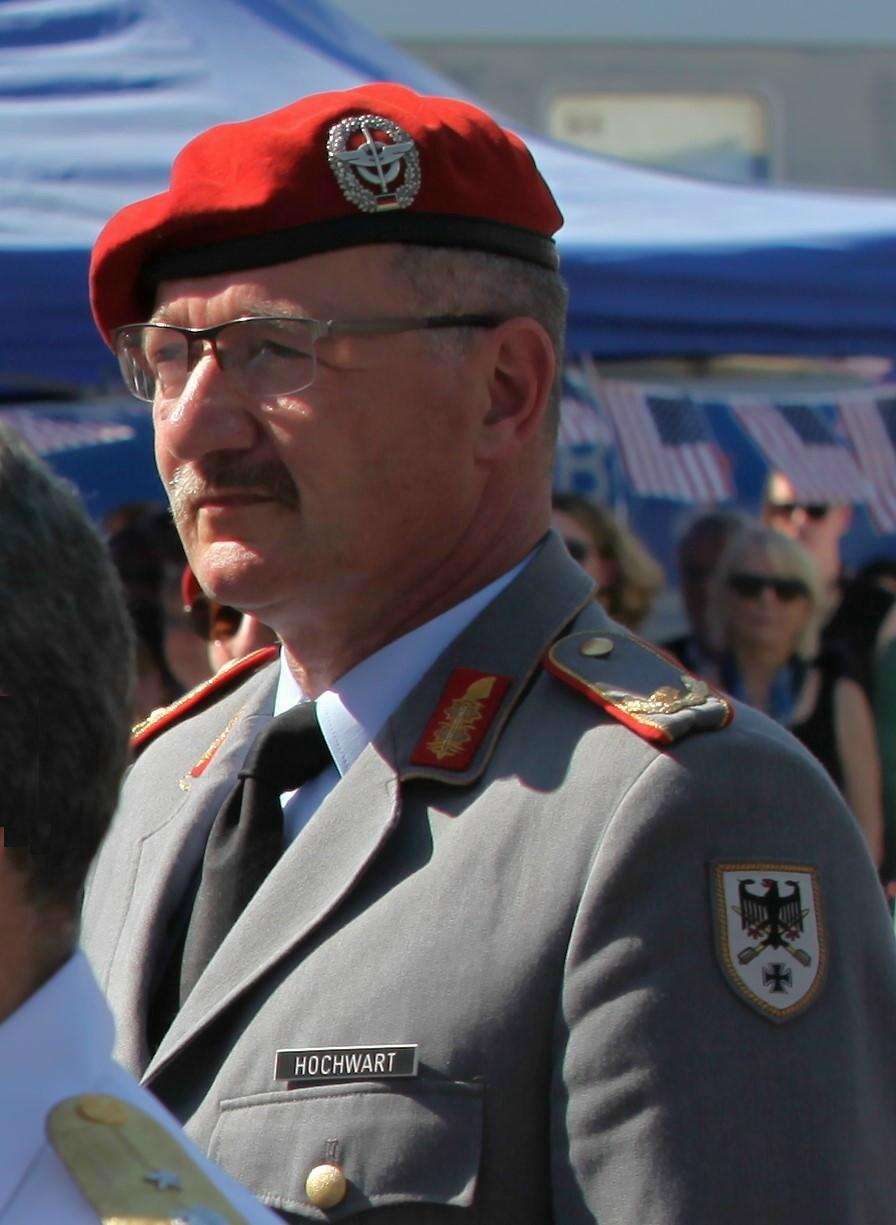
Michael Hochwart als Brigadegeneral (2017)

Michael Adolf Hochwart (* 26. Juni 1959 in Pforzheim) ist ein Generalmajor außer Dienst des Heeres der Bundeswehr. Er war in letzter Verwendung von 29. September 2021 bis 30. September 2024 Kommandeur des Ausbildungskommandos in Leipzig.

## Militärische Laufbahn

### Ausbildung und erste Verwendungen
Hochwart trat 1979 nach seinem Abitur als Grundwehrdienstleistender in die Bundeswehr ein. Nach Beendigung seiner Ausbildung zum Nachschuboffizier im Jahr 1981 studierte Hochwart an der Hochschule der Bundeswehr München in Neubiberg bei München Wirtschafts- und Organisationswissenschaften und schloss 1985 als Diplom-Kaufmann ab. Daran schlossen sich Verwendungen als Zugführer im Nachschubbataillon Sonderwaffen 320 in Herborn-Seelbach, als Umschlagstaffelführer in der Nachschubkompanie 160 in Wentorf und schließlich als Kompaniechef der 2./Sanitätsbataillon 3 in Hamburg-Harburg an.

### Generalstabsausbildung und Dienst als Stabsoffizier
1993 wurde er zur Führungsakademie der Bundeswehr nach Hamburg versetzt, um den 36. Generalstabslehrgang Heeres zu absolvieren, wo er zum Offizier im Generalstabsdienst ausgebildet wurde. Anschließend wurde er 1995 als Logistikstabsoffizier (G4) im Stab Gebirgsjägerbrigade 23 in Bad Reichenhall eingesetzt. 1997 ging er als Lehrgangsteilnehmer an das  U.S. Army Command and General Staff College in Fort Leavenworth nach Kansas, USA. Nach seiner Rückkehr wurde er 1998 Kommandeur des Nachschubbataillons 7 in Unna. Während seiner Zeit als Bataillonskommandeur absolvierte Hochwart Anfang 2001 einen Auslandseinsatz als  Chef des Stabes des Logistikregiments des Deutschen Heereskontingentes KFOR in Tetovo und Prizren.
Nach diesem Auslandseinsatz folgte eine Verwendung als Dozent Truppenführung und Tutor an der Führungsakademie der Bundeswehr in Hamburg. 2002 wurde er erstmals im Bundesministerium der Verteidigung in Bonn als Referent im Führungsstab des Heeres (FüH II 3) eingesetzt. Im Anschluss daran wurde Hochwart im Jahr 2004 in den Stab der 10. Panzerdivision nach Sigmaringen,  versetzt, wo er als G4-Stabsoffizier diente. 2005 wurde er Chef des Stabes der 13. Panzergrenadierdivision in Leipzig. Während dieser Verwendung absolvierte er 2007 einen Auslandseinsatz als Kommandeur Provincial Reconstruction Team (PRT) in Feyzabad im Rahmen des ISAF-Einsatzes der Bundeswehr in Afghanistan. 2008 kehrte Hochwart in die USA zurück, zuerst als Lehrgangsteilnehmer und ab 2009 als Dozent an der School for Advanced Military Studies in Fort Leavenworth, Kansas.
Im Jahr 2010 kehrte er auf die Bonner Hardthöhe zurück, diesmal als Referatsleiter im Führungsstab des Heeres (FüH II 3, ab 2012 In H II 3). 2012 wechselte Hochwart als Unterabteilungsleiter Logistik in das Kommando Heer nach Koblenz.

### Generalsverwendungen
Am 21. Januar 2013 wurde Hochwart, noch im Rang eines Obersts, zum Kommandeur der Technischen Schule Landsysteme und Fachschule des Heeres für Technik und General der Heereslogistiktruppen in Aachen ernannt. In dieser Stellung wurde er am 25. Juni 2013 vom Bundesminister der Verteidigung zum Brigadegeneral ernannt. Im Juni 2015 übergab er dieses Kommando an Brigadegeneral Ralf Lungershausen. Zum 1. Juni 2015 wurde Hochwart Abteilungsleiter Logistik und Unterstützung im Kommando Heer als Nachfolger von Brigadegeneral Walter Ludwig. Ab 9. Januar 2018 war Hochwart als Nachfolger von Generalmajor Carsten Breuer Abteilungsleiter Einsatz im Kommando Heer und wurde am 25. April 2018 zum Generalmajor befördert. Sein Nachfolger auf dem Dienstposten des Abteilungsleiters Logistik und Unterstützung wurde Oberst Dirk Kipper. Am 29. September 2021 wurde Hochwart, als Nachfolger von Generalmajor Norbert Wagner, Kommandeur des Ausbildungskommandos in Leipzig. Dieses Kommando übergab Hochwart am 30. September 2024 an Brigadegeneral Olaf Rohde und trat nach 45 Dienstjahren in den Ruhestand.

## Privates
Hochwart ist verheiratet und hat fünf Kinder.